# Bonamia leonii
Bonamia leonii är en vindeväxtart som beskrevs av Alwyn Howard Gentry och Austin. Bonamia leonii ingår i släktet Bonamia och familjen vindeväxter. Inga underarter finns listade i Catalogue of Life.